# Extra EA-300
Экстра 300 — спортивный самолёт, моноплан, обладает большими возможностями в аэробатике. Разработан Вальтером Экстра, немецким спортивным пилотом в 1987 году под брендом основанной им компании Extra Flugzeugbau. Силовая установка — инжекторный двигатель Lycoming AEIO-540 мощностью 300 л. с. (224 кВт).
Основной самолёт подготовительного этапа Challenger мировой серии по высшему пилотажу Red Bull Air Race.

## Технические характеристики
- Экипаж: 1 или 2 человека (в зависимости от модификации)
- Длина: 6.95 м
- Высота на стоянке: 2.20 м
- Размах крыла: 7.39 м
- Площадь крыла: 10.44 м²
- Масса пустого: 682 кг
- Максимальная взлётная: 952 кг
- Запас топлива: 199.5 л
- Двигатели: 1 ПД Lycoming AEIO-540-L1B5
- Мощность: 1 х 300 л.с.

## Лётные характеристики
- Максимальная скорость:
  - по прибору: 408 км/ч
  - пилотирования: 317 км/ч
- Максимальная вертикальная скорость:
  - на взлётном режиме у земли: 16 м/с
- Дальность полёта: 944 км
- Практический потолок: 4875 м
- Продолжительность полёта: 2 часа
- Максимально допустимые перегрузки:
  - положительная: 9 G
  - отрицательная: 6 G
- Длина разбега:
- Длина пробега:

## Потери
2 июня 2013 года во время авиашоу на подмосковном аэродроме Большое Грызлово при выполнении фигуры высшего пилотажа «плоский штопор» самолёт Extra-330SC ударился о землю (не хватило высоты). Пилот, победитель соревнования, Александр Андреенков скончался от полученных травм в момент аварии.

## Ссылка
- Самолёты семейства Extra-300
- Extra Aircraft - сайт компании - производителя самолётов Extra 300